# Enaam Ahmed
Enaam Ahmed (Londres, 4 de fevereiro de 2000) é um automobilista britânico.

## Carreira

### Campeonato de Fórmula 3 da FIA
Em 24 de fevereiro de 2020, foi anunciado que Ahmed havia sido contratado pela equipe Carlin Buzz Racing para a disputa da temporada de 2020 do Campeonato de Fórmula 3 da FIA. Porém, após o piloto disputar as três primeiras rodadas do campeonato, a Carlin anunciou que Ahmed e seus patrocinadores haviam se retirado da equipe e que Ben Barnicoat o substituiria a partir da rodada seguinte.